# Баштечки
Баште́чки — село в Україні, в Уманському районі Черкаської області, адміністративний центр Баштечківської сільської громади. Розташоване на обох берегах річки Бурти (притока Гірського Тікичу) за 17 км на схід від міста Жашків. Населення становить 850 осіб.

## Історія
Село відоме з 17 століття. Назва села походить (за історичними переказами) від назви сторожових веж, яких було три і які служили спостережними пунктами на кордоні Давньоруської (Київської Русі) держави.
1705 року збудована дерев'яна церква в ім'я великомученика Дмитрія, яку після Жовтневого перевороту 1917 року за наказом комуністичної влади було зруйновано.
На трьох-чотирьох бідняків-селян припадала одна десятина землі, у той час як поміщик Харевський володів 2000 десятинами. До того ж більшість господарств не мали коней і корів. Важким тягарем для селянства були також різноманітні непосильні для них податки. Податки селяни платили значно більші, ніж поміщики, а щоб виплатити їх змушені були продавати значну частину свого врожаю, а то й навіть землю, самі ж йшли у найми. В селі була суцільна неписьменність.
Фельдшер, який мав обслуговувати селян, з'являвся в Баштечках 1—2 рази на рік. Епідемія холери, що спалахнула у 1900 році, забрала життя сотні селян.
Після Жовтневого перевороту влада у селі перейшла до рук більшовиків, які організували в 1918 році бойовий штаб — комітет бідноти. Втік у невідомому напрямку поміщик Харевський і його управитель Мілевський.
У 1925 році селяни організували СОЗ (Союз спільного обробітку землі). Землі, які спільно оброблялися, мали шестипільну систему обробітку. Головою Союзу був обраний С. Бондаренко.
У 1928 році розпочалася примусова колективізація. В селі організовано перший колгосп «Перемога», головою якого став Федот Михайлович Чорний. Колгосп «Хлібороб», де головою став Сайжюк Дмитро Михайлович, було організовано у 1929 році, а у 1930 році — третій колгосп «Червоний Кут», де першим головою був Талим Іванович Коваль. Надалі колгосп «Хлібороб» і «Перемога» було об'єднано в один імені Ворошилова, а в 1950 році вони об'єднані в колгосп імені Молотова.
Під час Голодомору 1932—1933 років, тільки за офіційними даними, від голоду померло 288 мешканців села.
У період Другої світової війни 250 мешканців села воювали на різних фронтах, з них 153 загинули, 186 нагороджено орденами і медалями. На честь воїнів, що відвоювали село, встановлено обеліск Слави. 142 мешканця села було вивезено до Німеччини на примусові роботи, здебільшого це були юнаки та дівчата. 28 з них були закатовані та розстріляні. Під час війни з 520 дворів уціліло лише 13 (на вулиці Плоска, нині Ярошука Володі), решта була знищена війною. Під час відвоювання села в Баштечках загинули 781 чоловік. Вони були поховані в братській могилі.
Станом на 1972 рік в селі мешкало 1 389 чоловік, працював колгосп імені Суворова, за яким було закріплено 2 619,7 га сільськогосподарських угідь, у тому числі 2 305,7 га орної землі. Господарство вирощувало зернові і технічні культури, було розвинуте м'ясо-молочне тваринництво. Працювали автотракторна майстерня, пилорама, крупорушка. На той час в селі також працювали середня школа, 2 бібліотеки з фондом 19 тисяч книг, будинок культури на 600 місць з стаціонарною широкоекранною кіноустановкою, медпункт, аптека, дитячий садок, магазин.
До 1972 року колгоспники працювали під керівництвом Г. Я. Харченка. З 1972 року по 1984 рік колгосп імені Суворова очолював баштечанин Михайло Олексійович Зайчук. З 1984 року по 1996 рік головою колгоспу працював королівчанин Співак Петро Іванович. Після П. І. Співака декілька років господарство очолювали А. В. Коломієць, М. В. Пономаренко та О. В. Примак. У березні 2000 року колгосп імені Суворова реформовано і утворено СТОВ «Баштечки». 23 жовтня 2002 року прийшов інвестор «Стоїк» із міста Київ, у результаті чого було утворено ТОВ «Сузір'я» на чолі з генеральним директором М. А. Зеляком.

## Відомі люди
В селі народились:
- Парубок Омелян Никонович (1940 - 2017) — двічі Герой Соціалістичної Праці, народний депутат Верховної Ради України 2-го, 3-го, 4-го, 5-го та 7-го (від фракції КПУ) скликаннь[4].
- Журавський Петро Овер'янович — Герой Соціалістичної Праці, лауреат Державної премії СРСР за видатні трудові досягнення (1975), депутат Верховної Ради УРСР 7-го та 8-го скликань.
- Гуртовенко Ернест Андрійович (1928—1994) — провідний спеціаліст у галузі фізики Сонця, професор, доктор фізико-математичних наук, один із перших наукових співробітників Головної астрономічної обсерваторії НАН України.
- Войцехівський Віталій Олександрович (* 1967) — український політик, міський голова Золотоноші.